# Skraldning
Skraldning er betegnelsen for at gennemsøge affald, sædvanligvis fra butikker, supermarkeder og lign., med det formål at finde stadig brugbare varer, som oftest madvarer. Ordet bruges oftest som verbum, 'at skralde'. Skraldere har ofte udviklede politiske argumenter for deres praksis, men det er uklart hvorvidt skraldning har forbindelse til noget bestemt politisk miljø, eller går på tværs af politiske standpunkter. Skraldning har dog i bredere betydning at gøre med såkaldt frigansk praksis. Fænomenet har de sidste år vundet større udbredelse i Danmark, og særligt i de større byer som Aalborg, Århus og København.

## Skraldets omfang
Historiker og skralder Tristram Stuart, skriver i bogen Waste ("Skrald") om fødevareindustrien og de store mængder skrald den producerer. Med en konstrueret knaphed på mad, svingende priser, og næsten 1 milliard sultende mennesker, har vores måde at leve på skabt "en global fødevarekrise". Bogens centrale tese er, at hvis velstillede nationer holdt op med at smide så meget mad væk, ville presset på økosystemerne og klimaet lettes, samtidig med at sult og mangel på fødevarer andre steder i verden kunne undgås. Det nuværende omfang af skraldet, og dets konsekvenser, beskriver Stuart således:
- Der er næsten en milliard underernærede mennesker i verden. De omkring 40 millioner tons fødevarer som bliver spildt i amerikansk i detailhandlere, restaurationsvirksomheder og husholdninger hvert år, ville være nok til at tilfredsstille sulten på dem alle.
- Den globale mængde kunstvanding som anvendes til at dyrke fødevarer som sidenhen smides ud, ville være nok til at dække alle huslige behov (på 200 liter pr. person pr. dag) for 9 milliarder mennesker – det forventede antal mennesker på jorden i 2050.
- Hvis vi plantede træer på den jord, der i øjeblikket anvendes til at dyrke unødvendigt overskud og madspild, ville dette opveje 100% (et teoretisk maksimum) af den menneskeskabte udledning af drivhusgasser.
- 10% af de rige landes udledning af drivhusgasser kommer fra at dyrke fødevarer, der er aldrig bliver spist.
- Mellem 20-40% af frugt og grøntsager i Storbritannien afvises allerede inden de når butikkerne – oftest fordi de ikke lever op til supermarkedernes kosmetiske standarder.
- Alene den mængde brød og andre kornprodukter som Storbritannien smider ud, ville være nok til at løfte 30 millioner af verdens sultne mennesker ud af underernæring.
- 4.600 kcal fødevarer høstes pr. menneske pr. dag; af disse spises i gennemsnit kun omkring 2000 – mere end halvdelen af det spildes på vejen.

### Reaktioner fra supermarkeder
Mange supermarkeder har reageret negativt på skralderne. Coop Danmark fastslår nu, at skraldere ikke er ønskede i deres forretninger. Coop har givet alle deres butikker påbud om at låse containerne og hegne dem ind. Tidligere har netop COOP Danmark udtalt sig positivt om fænomenet: De unge har en meget sympatisk tankegang og sætter skub i en meget vigtig tankegang og sætter skub i en vigtig debat om overforbrug i vores samfund. De må gerne tage varene for os sagde de.

## Jura
Er containeren frit tilgængelig, fx i en åben gård, så er det lovligt at tage af indholdet. Det er dog ulovligt at trænge ind på privat grund, fx ved at kravle over et stakit eller gennem et hegn. Dette fører ikke til en bøde, men højest en henstilling om at forlade grunden. Jurist Louise Heaf har læst reglerne på området: 
"Jeg har brugt lang tid på at læse ting på nettet, både fra myndighederne, medierne og skraldere. Det forekommer mig ret klart, at skralderne er i deres fulde ret til at tage tingene. Når man smider noget i en affaldsspand, der står offentligt tilgængeligt, har man frasagt sig ejerskab. Det er ikke tyveri at tage det, og det hører ikke under hittegods, da det er smidt væk med vilje. Forholdet er ikke reguleret direkte i en paragraf, men sluttes modsætningsvist".
Selina Juul, stifter af Stop Spild Af Mad, har fået dette svar fra Justitsministeriet:
"Justitsministeriet kan mere generelt oplyse, at det er almindelig antaget, at straffelovens §§ 276 og 277 om tyveri og ulovlig omgang med hittegods ikke finder anvendelse på tilegnelse af affald, hvortil ejendomsretten er opgivet, jf. Vagn Greve m.fl., Kommenteret straffelov, Speciel del, 10. udgave, 2012, siderne 514 og 523.".